# ジェフ・テイン・ワッツ
ジェフ・テイン・ワッツ（Jeff "Tain" Watts、1960年1月20日 - ）は、ウィントン・マルサリス、ブランフォード・マルサリス、ベティ・カーター、マイケル・ブレッカー、アリス・コルトレーン、ラヴィ・コルトレーンらと共演してきたジャズ・ドラマーである。 

## 略歴
ワッツは、フロリダ州でのツアー中にチーフテイン（Chieftain）のガソリン・スタンドを通り過ぎたとき、ケニー・カークランドから「テイン（Tain）」というニックネームをもらった。2017年には作曲のグッゲンハイム・フェローを与えられた。ワッツはバークリー音楽大学に通い、そこでコラボレーションを行うこととなるブランフォード・マルサリスと出会った。

## ディスコグラフィ

### リーダー・アルバム
- Megawatts (1991年、Sunnyside)
- 『シティズン・テイン』 - Citizen Tain (1999年、Columbia)
- 『バー・トーク』 - Bar Talk (2002年、Columbia)
- Detained at the Blue Note (2004年、Half Note)
- Watts (2009年、Dark Key Music)
- Family (2011年、Dark Key Music)
- And to the Republic (2016年、Sunnyside) ※with ELEW
- Detained in Amsterdam (2018年、Dark Key Music)

### 参加アルバム
ポール・ボーレンバック
- Double Gemini (1997年、Challenge)
- Soul Grooves (1999年、Challenge)
- Double Vision (2000年、Challenge)
- Dreams (2001年、Challenge)

コンラッド・ハーウィッグ
- Osteology (1998年、Criss Cross)
- Unseen Universe (2000年、Criss Cross)
- Land of Shadow (2002年、Criss Cross)
- Reflections (2016年、Criss Cross)

デヴィッド・キコスキー
- The Maze (1999年、Criss Cross)
- Almost Twilight (2000年、Criss Cross)
- Combinations (2001年、Criss Cross)
- Surf's Up (2001年、Criss Cross)
- 『ザ・ファイヴ』 - The Five (2002年、DIW)
- Mostly Standards (2009年、Criss Cross)
- Consequences (2012年、Criss Cross)

ブランフォード・マルサリス
- 『シーンズ・イン・ザ・シティ』 - Scenes In The City (1984年、Columbia)
- 『ロイヤル・ガーデン・ブルース』 - Royal Garden Blues (1986年、Columbia)
- 『ランダム・アブストラクト』 - Random Abstract (1988年、Sony)
- 『トリオ・ジェピー』 - Trio Jeepy (1989年、Sony)
- 『クレイジー・ピープル・ミュージック』 - Crazy People Music (1990年、Sony)
- 『モ'・ベター・ブルース』サウンドトラック - Mo' Better Blues (1990年、Sony)
- 『ザ・ビューティフル・ワンズ・アー・ノット・イエット・ボーン』 - The Beautyful Ones Are Not Yet Born (1991年、Columbia)
- 『ブルース・ウォーク』 - I Heard You Twice The First Time (1992年、Sony)
- 『ブルーミングトン』 - Bloomington (1993年、Columbia)
- 『ザ・ダーク・キーズ』 - The Dark Keys (1996年、Columbia)
- 『レクイエム〜ケニー・カークランドに捧ぐ』 - Requiem (1999年、Sony)
- 『コンテンポラリー・ジャズ』 - Contemporary Jazz (2000年、Sony)
- 『フットステップス』 - Footsteps of our Fathers (2002年、Marsalis Music)
- 『ロメール・ベアデン・リヴィールド（ロメール・ベアデンに捧ぐ）』 - Romare Bearden Revealed (2003年、Marsalis Music)
- A Love Supreme Live (2004年、Rounder/Marsalis Music) ※DVD&CD
- 『エターナル』 - Eternal (2004年、Marsalis Music)
- 『ブラッグタウン』 - Braggtown (2006年、Marsalis Music)
- 『メタモルフォーゼン』 - Metamorphosen (2008年、Marsalis Music)

ウィントン・マルサリス
- 『ウィントン・マルサリスの肖像』 - Wynton Marsalis (1982年、Columbia)
- 『シンク・オブ・ワン』 - Think of One (1983年、CBS)
- 『スターダスト』 - Hot House Flowers (1984年、Columbia)
- 『ブラック・コーズ』 - Black Codes (From the Underground) (1985年、Columbia)
- 『J MOOD』 - J Mood (1986年、Columbia)
- 『スタンダード・タイム Vol.1』 - Marsalis Standard Time, Vol. 1 (1987年、Columbia)
- 『ライブ・アット・ブルース・アレイ』 - Live at Blues Alley (1987年、Columbia)
- 『スタンダード・タイム Vol.2：四月の想い出』 - Standard Time, Vol. 2: Intimacy Calling (1991年、Columbia)
- 『ソウル・ジェスチャーズ・イン・サザン・ブルー Vol.1：シック・イン・ザ・サウス』 - Thick in the South: Soul Gestures in Southern Blue, Vol. 1 (1991年、Columbia)

コートニー・パイン
- 『ヴィジョンズ・テイル』 - The Vision's Tale (1989年、Antilles)
- 『レルムス・オブ・アワ・ドリームス』 - Within The Realms of Our Dreams (1991年、Antilles)
- 『アンダーグラウンド』 - Underground (1997年、Talkin' Loud)

その他
- クラウディア・アクーニャ : Rhythm of Life (2002年、Verve)
- ロン・アフィーフ : 52nd Street (1996年、Pablo)
- ジェリ・アレン : 『ザ・ナーチュラー』 - The Nurturer (1991年、Blue Note)
- インディア・アリー & ジョー・サンプル : Christmas with Friends (2015年、Motown)
- ヴィクター・ベイリー : Bottom's Up (1989年、Atlantic)
- ジョン・ビーズリー : Letter to Herbie (2008年、Resonance)
- ジョン・ビーズリー : Positootly! (2009年、Resonance)
- テレンス・ブランチャード : 『シング・ソウェト』 - Terence Blanchard (1991年、Columbia)
- ミケル・ボルストラップ : Gramercy Park (2001年、EmArcy)
- ロビ・ボトス : Movin' Forward (2015年、A440)
- ドン・ブレイデン : The Fire Within (1999年、RCA Victor)
- マイケル・ブレッカー : 『トゥー・ブロックス・フロム・ジ・エッジ』 - Two Blocks from the Edge (1998年、Impulse!)
- マイケル・ブレッカー : 『タイム・イズ・オブ・ジ・エッセンス』 - Time Is of the Essence (1999年、Verve)
- ドナルド・ブラウン : Early Bird (1988年、Sunnyside)
- ジョーイ・カルデラッツォ : Simply Music (1997年、Lost Chart)
- ジョーイ・カルデラッツォ : Joey Calderazzo (2000年、Columbia)
- ビリー・チャイルズ : The Child Within (1996年、Shanachie)
- ベティ・カーター : It's Not About the Melody (1992年、Verve)
- スティーヴ・コールマン : 『象徴としてのジャズ』 - Weaving Symbolics (2006年、Label Bleu)
- アリス・コルトレーン : 『トランスリニア・ライト』 - Translinear Light (2004年、Impulse!)
- ラヴィ・コルトレーン : Moving Pictures (1998年、BMG)
- ハリー・コニック・ジュニア : 『恋人たちの予感 オリジナル・サウンドトラック』 - When Harry Met Sally... (1989年、CBS)
- DRビッグ・バンド : The Impaler (2010年、Red Dot Music)
- バーバラ・ディナーリン : Outhipped (1999年、Universal)
- ドーキー・ブラザーズ : 2 Blue Note Medley (1997年、EMI)
- クリス・ミン・ドーキー : 『シネマティーク』 - Cinematique (2002年、Blue Note)
- カート・エリング : The Questions (2018年、Okeh)
- ケヴィン・ユーバンクス : East West Time Line (2017年、Mack Avenue)
- ロビン・ユーバンクス : Different Perspectives (1988年、JMT)
- チャールズ・ファンブロー : The Proper Angle (1991年、CTI)
- チャールズ・ファンブロー : The Charmer (1992年、CTI)
- アントニオ・ファラオ : Black Inside (1999年、Enja)
- ジョー・フォード : Today's Nights (1993年、Bluemoon)
- リッキー・フォード : Hard Groovin' (1989年、Muse)
- ソニー・フォーチュン : From Now On (1996年、Blue Note)
- ケニー・ギャレット : 『シンプリー・セッド』 - Simply Said (1999年、Warner, Bros.)
- ケニー・ギャレット : 『ソングブック』 - Songbook (1997年、Warner, Bros.)
- ジョー・ギルマン : Treasure Chest (1992年、Timeless)
- ポール・グラボウスキー : Tales of Time and Space (2004年、Warner)
- ジミー・グリーン : Forever (2004年、Criss Cross)
- ジミー・グリーン : Flowers Beautiful Life Vol. 2 (2017年、Mack Avenue)
- デヴィッド・ギルモア : Unified Presence (2006年、RKM Music)
- デヴィッド・ギルモア : Numerology Live at Jazz Standard (2012年、Evolutionary Music)
- レイラ・ハサウェイ : A Moment (1994年、Virgin)
- ロバート・ハースト : Robert Hurst Presents: Robert Hurst (1993年、Columbia)
- ロドニー・ジョーンズ : Dreams and Stories (2005年、Savant)
- マーロン・ジョーダン : For You Only (1990年、Columbia)
- ロニー・ジョーダン : A Brighter Day (2000年、Blue Note)
- スタンリー・ジョーダン : Cornucopia (1990年、Blue Note)
- スタンリー・ジョーダン : Live in New York (1998年、Blue Note)
- ケニー・カークランド : Kenny Kirkland (1991年、GRP)
- エイゾー・ローレンス : The Seeker (2014年、Sunnyside)
- マーク・レッドフォード : 『Miles 2 Go』 - Miles 2 Go (1998年、Verve Forecast)
- ビル・リー : Do the Right Thing (1989年、Columbia)
- バックショット・ルフォンク : Buckshot LeFonque (1994年、Columbia)
- ジョー・ロック : Beauty Burning (2000年、Sirocco)
- ジョー・ロック : Storytelling (2001年、Sirocco)
- ブライアン・リンチ : Spheres of Influence (1997年、Sharp Nine)
- ラッセル・マローン : 『ハートストリングス』 - Heartstrings (2001年、Verve)
- リック・マーギッツァ : 『スタンダード・ニュー』 - This Is New (1991年、Blue Note)
- ルネ・マリー : Vertigo (2001年、Maxjazz)
- デルフィーヨ・マルサリス : Pontius Pilate's Decision (1992年、Novus)
- エリス・マルサリス : Ellis Marsalis Trio (1991年、Somethin' Else)
- エリス・マルサリス : Whistle Stop (1994年、CBS)
- エクトル・マルチニョン : Refugee (2007年、Zoho)
- パット・マルティーノ : Undeniable: Live at Blues Alley (2011年、HighNote)
- ミンガス・ビッグ・バンド : Tonight at Noon... Three or Four Shades of Love (2002年、Dreyfus)
- ミンガス・ビッグ・バンド : Mingus Big Band Live at Jazz Standard (2010年、Mingus)
- ハリー・ミラー : Open House (1989年、Optimism)
- ビル・モブリー : New Light (2008年、Space Time)
- チャーネット・モフェット : Music from Our Soul (2017年、Motema)
- ビッグ・ニック・ニコラス : Big and Warm (1983年、India Navigation)
- グレッグ・オズビー : 『アート・フォーラム』 - Art Forum (1996年、Blue Note)
- グレッグ・オズビー : Channel Three (2005年、Blue Note)
- 小曽根真 : Live & Let Live Love for Japan (2011年、Verve)
- 小曽根真 : 『マイ・ウィッチズ・ブルー』 - My Witch's Blue (2012年、Verve)
- オディーン・ポープ : Odeans List (2009年、In+Out)
- ダニーロ・ペレス : Panamonk (1996年、Impulse!)
- ダニーロ・ペレス : Central Avenue (1998年、Impulse!)
- エリック・レヴィス : Tales of the Stuttering Mime (2004年、11:11)
- ジム・スナイデロ : Mixed Bag (1988年、Criss Cross)
- ゲイリー・トーマス : 『セヴンス・クアドラント』 - The Seventh Quadrant (1987年、Enja)
- ジャン・トゥーサン : Blue Black (2001年、Space Time)
- リニー・ロスネス : Life On Earth (2001年、Blue Note)
- ソニー・ロリンズ : Falling in Love with Jazz (1989年、Milestone)
- ステファン・スコット : Something to Consider (1991年、Verve)
- ルー・ソロフ : Rainbow Mountain (1999年、Enja)
- ロバート・スチュワート : In the Gutta (1996年、Qwest)
- ロバート・スチュワート : The Force (1998年、Qwest)
- T. K. ブルー : Eyes of the Elders (2001年、Arkadia)
- TAKE 6 : 『ジョイン・ザ・バンド』 - Join the Band (1994年、Reprise)
- アレックス・シピアギン : Steppin' Zone (2001年、Criss Cross)
- マッコイ・タイナー : 『ダブル・トリオ』 - Double Trios (1986年、Denon)
- マッコイ・タイナー : Quartet (2007年、Half Note)
- マニュエル・バレラ : Urban Landscape (2015年、Destiny)
- 渡辺貞夫 : 『パーカーズ・ムード』 - Parker's Mood (1985年、Elektra)
- 渡辺貞夫 : 『トーキョー・デイティング』 - Tokyo Dating (1985年、Elektra)
- マーク・ホイットフィールド : 『トゥルー・ブルー』 - True Blue (1994年、Verve)
- ジェイムズ・ウィリアムス. : Meet the Magical Trio (1989年、EmArcy)
- ラリー・ウィリス : Heavy Blue (1990年、SteepleChase)
- ウォーレン・ウルフ : Black Wolf (2009年、M&I)
- ウォーレン・ウルフ : Convergence (2016年、Mack Avenue)
- ベン・ウルフ : No Stranger Here (2008年、Maxjazz)
- 山中千尋 : 『アウトサイド・バイ・ザ・スイング』 - Outside by the Swing (2005年、Verve)